# Otakar Sviták
Generál technické zbrojní služby letectva in memoriam Otakar Sviták (3. března 1894 Kopřivnice – 26. srpna 1942 Berlín, věznice Plőtzensee) byl československý důstojník, legionář a odbojář, syn konstruktéra Leopolda Svitáka.

## Životopis

### Před druhou světovou válkou
Otakar Sviták absolvoval vyšší průmyslovou školu v Brně, kde odmaturoval na výbornou. V roce 1915 byl odveden, později byl zajat a v roce 1917 se stal československým legionářem v Rusku. Přes Vladivostok a Kanadu se dostal Otakar Sviták v roce 1920 do své rodné vlasti. V armádě již zůstal – stal se velitelem Hlavních leteckých skladů v Olomouci. V roce 1936 dosáhl hodnosti plukovníka letectva (akademický malíř Sládek ve své vzpomínkové knížce o Hukvaldech vzpomíná, jak Otakar přelétával nad Hukvaldy a na pozdrav mával křídly letounu). A v roce 1929 se stal předsedou odborů MNO.

### Druhá světová válka
Po rozpuštění armády v roce 1939 se zapojil do ilegální činnosti (působil ve vedení Obrany národa) a byl zatčen 27. července 1940 v Jindřišské ulici v Praze, vězněn v Drážďanech, na Pankráci a v Berlíně a dne 18. března 1942 byl odsouzen k trestu smrti za vlastizradu. Sťat byl 26. srpna téhož roku.

### Po druhé světové válce
V roce 1946 byl povýšen in memoriam na generála, jeho vdova převzala Československý válečný kříž a Jednota československé obce legionářské na Královských Vinohradech přijala jeho jméno.

## Kariéra
| 1914 | 100. pěší pluk                                                        | C. a k. polní armáda         | kadet            |
| 1915 | 56. pěší pluk                                                         | C. a k. polní armáda         | kadet            |
| 1917 | 9. střelecký pluk                                                     | Československé legie v Rusku | poručík          |
| 1920 | letectvo                                                              | Československá armáda        | kapitán letectva |
| 1937 | technická zbrojní a hospodářská služba letectva československé armády | Československá armáda        | plukovník        |
| 1939 | velení                                                                | Ilegální Obrana národa       | ---              |
| 1946 |                                                                       | in memoriam                  | generál          |

## Vyznamenání
- Řád sokola, s meči, 1919 dekret č. 1095
- Medaile za vojenské zranění[2], 1921 (Francie)
- Československý válečný kříž 1914–1918 , 1921
- Československá medaile Vítězství, 1921
- Československá revoluční medaile, 1921 diplom č. 39748
- Československý válečný kříž 1939, 1946 in memoriam